# AutoIt
AutoIt är ett gratis skriptspråk för operativsystemet Windows. Det har en syntax som liknar programspråket BASIC och är skapat av Jonathan Bennet.
Från början var syftet med språket att automatisera installationer av program, men idag är språket ett fullvärdigt skriptspråk med stöd för till exempel byggande av avancerade GUI och anrop till funktioner i dll-filer.

## Exempel på kod
```
Func
 
GetTitle
 
()

  
Local
 
$Title
 
=
 
"Hello"
 
  
Return
 
$Title

EndFunc

Global
 
$MsgBox
 
=
 
"World"

MsgBox
(
1
,
 
GetTitle
 
(),
 
$MsgBox
)

```